# 코믹스게이트
코믹스게이트(Comicsgate)는 북미 슈퍼히어로 만화 산업에서 다양성과 진보주의에 반대하는 대안 우파의 괴롭힘 운동이었다. 이 운동의 지지자들은 고용된 창작자, 묘사된 캐릭터, 그리고 이야기된 줄거리를 표적으로 삼았으며, 이러한 요소들이 품질과 판매량 모두의 하락을 초래했다고 주장했다. 이 이름은 비디오 게임과 관련된 유사한 운동인 게이머게이트 논란에서 유래했다. 그 구성원들은 주로 소셜 미디어에서 자신들의 견해를 옹호하며 이를 소비자 시위로 제시한다. 일부는 이 단체의 가치를 반영할 의도로 책을 출판하기도 했다. 이 운동은 대안 우파 운동의 일부이며, 평론가들은 이를 "만화 산업 내의 여성, 유색인종, 성소수자를 표적으로 삼는" 괴롭힘 운동으로 묘사했다. 이 캠페인으로 인해 폭력적인 위협과 한 서점의 파손이 발생했다고 알려졌다.

## 견해

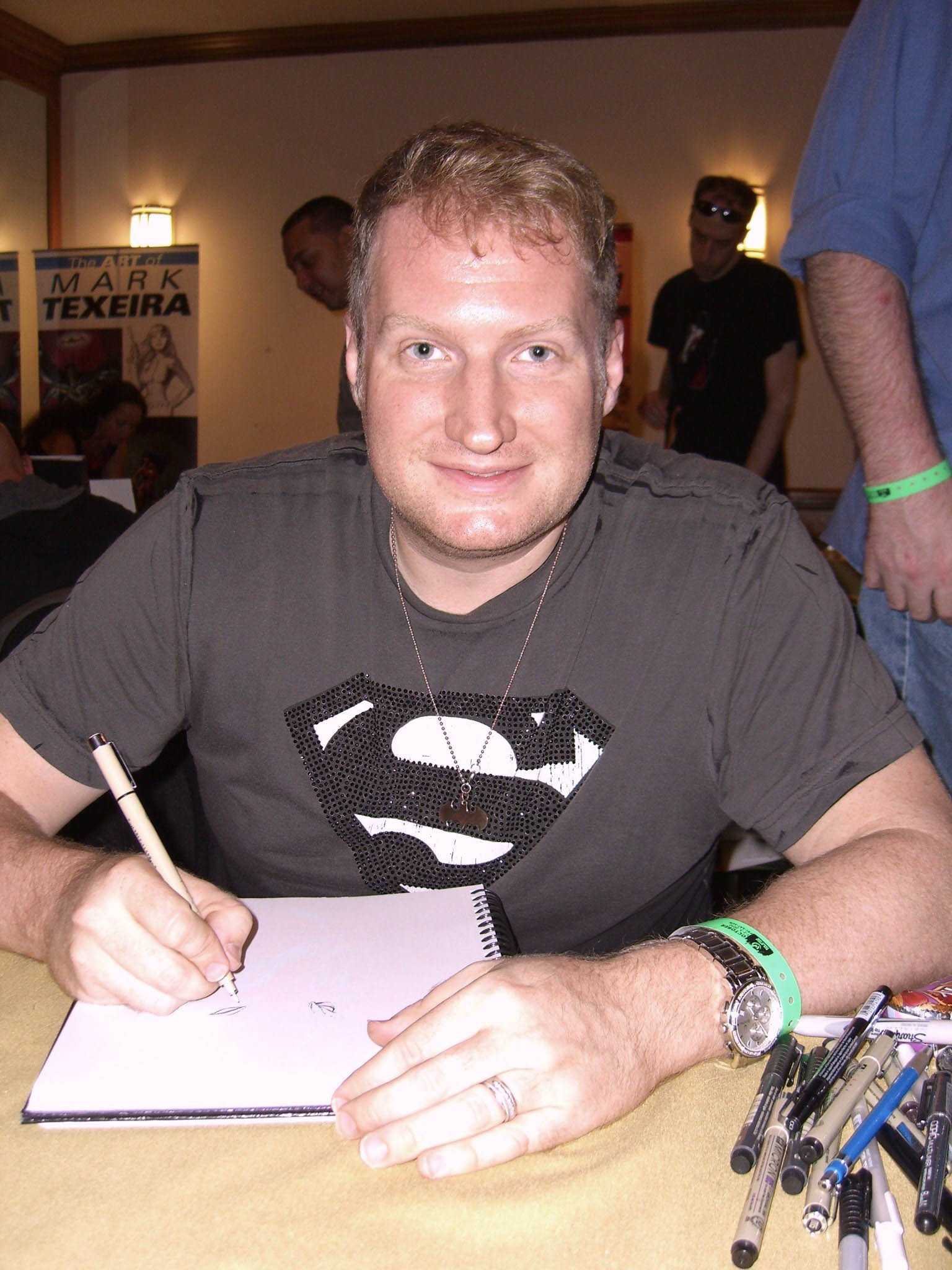
만화가 이선 밴스카이버는 코믹스게이트의 핵심 인물이었다.

코믹스게이트의 주요 인물로는 리처드 C. 마이어(다양성과 만화라는 이름으로 게시)와 전 DC 코믹스 삽화가 이선 밴스카이버가 있다.
이 운동의 구성원들은 만화의 다양화, 특히 작가와 캐릭터로서 여성의 포함이 증가하는 것에 반대한다. 반대하는 줄거리는 2010년대 후반 마블 코믹스가 추진한 "올뉴 올디퍼런트" 캠페인과 같은 것들을 포함하며, 이 캠페인에서는 전통적으로 울버린, 토르, 헐크, 캡틴 아메리카, 스파이더맨의 슈퍼히어로 정체성을 가졌던 다양한 백인 남성 캐릭터들이 일시적으로 여성이나 소수 민족 캐릭터로 대체되었다. 코믹스게이트 지지자들은 또한 현재의 사회 문제들을 다루는 이야기들과 성적으로 덜 대상화된 여성의 묘사에 대해 불평했다.
그들은 만화의 다양성 증가가 창작자들과 캐릭터 모두에게서 품질과 판매 감소로 이어졌다고 주장한다. 실제로 2010년대 후반에 만화 판매가 감소한 것은 사실이지만, 이 감소는 전반적인 것이었고 코믹스게이트가 표적으로 삼는 다양한 만화에만 국한되거나 더 나쁘지 않았다. 트리샤 에니스(SyFy 와이어)는 카말라 칸 버전의 미즈 마블, 언비터블 스쿼럴 걸, 그리고 캐럴 댄버스 버전의 캡틴 마블과 같은 일부 만화가 실제로 눈에 띄게 성공했다고 밝혔다.

## 활동

### 소셜 미디어
2016년, 여성 슈퍼히어로 모킹버드가 "내 페미니스트 의제에 대해 물어봐"라고 쓰인 티셔츠를 입고 만화책 표지에 등장했다. 이어서 작가 첼시 케인 (작가)에 대한 트위터 괴롭힘이 발생했는데, 여기에는 잔인한 공격을 당해 의상이 찢긴 채 죽은 것처럼 묘사된 모킹버드 그림이 티셔츠 문구를 캡션으로 사용하여 게시되었다.
2017년 7월, 마블 코믹스의 보조 편집자 헤더 안토스가 회사 베테랑 플로 스타인버그를 추모하며 여러 젊은 여성 동료들과 밀크셰이크를 마시는 사진을 소셜 미디어에 올리자, 이 운동의 구성원들의 관심을 끌었다. 안토스는 이들로부터 "다양성 채용", "자격 없는 바보", "거짓 강간 고발형"이라고 묘사되었으며, 그 집단 전체는 "가짜 긱걸", "텀블러-미덕 신호 보내는 사람", 그리고 "상상할 수 있는 가장 소름 끼치는 SJWs의 전형적인 집합체"라고 불렸다. 안토스는 강간 협박과 신상털이를 당했으며, 그녀의 친구들과 동료들과 함께 장기간의 온라인 괴롭힘 캠페인의 표적이 되었다고 보고했다.
리처드 C. 마이어는 자신의 유튜브 채널과 트위터 계정에서 이 캠페인을 자주 다루었다. 그는 IDW 만화 지.아이. 조: 스칼렛의 스트라이크 포스의 작가 오브리 시터슨이 9·11 테러에 대한 "표면적인 슬픔"이라고 비판한 소셜 미디어 게시물 이후 시터슨의 해고를 자신의 공으로 돌렸다. 2017년 "더 다크 로스트"라는 제목의 영상에서 마이어는 여성 마블 코믹스 편집자를 "정액통"이라고 부르고, 여러 여성 전문가들이 "업계에 몸을 팔아 들어왔다"고 비난하며, 트랜스젠더 여성 작가를 "가발 쓴 남자"라고 묘사했다.
코믹스게이트 회원들은 운동을 비판하는 전문가들에게 보복으로 보이콧할 창작자들의 블랙리스트를 유포했는데, 여기에는 개인을 "프라우다 언론", "SJW 독사" 및 기타 경멸적인 딱지로 분류한 목록도 포함되었다. 이러한 목록에 오르고 견해 때문에 비판받은 사람들 중에는 래리 하마, 마크 웨이드, 알렉스 데 캠피, 켈리 수 디코닉, 맷 프랙션, 그리고 타네히시 코츠가 있다. 컬러리스트 무스 바우만은 밴스카이버의 창작자 소유 책 '사이프로그'에서 손을 뗀 후 폭력적인 위협을 받았다고 밝혔다. 미디어 비평가 케일린 사우세도, 예술가 팀 도일, 만화 작가 콴자 오사제포, 코스플레이어/만화 작가 렌페이머스는 모두 괴롭힘과 신상털이의 표적이 되었다고 밝혔다.

### 출판
코믹스게이트와 관련된 몇몇 창작자들은 마이어의 '노 에너미 벗 피스'처럼 이 논란으로 이득을 보았다.
대안 우파 활동가 복스 데이는 '알트-히어로' 시리즈를 쓰고 출판했으며 척 딕슨을 고용해 글을 쓰게 했다. 밴스카이버는 자신의 유튜브 채널에 복스 데이를 게스트로 초대한 적이 있지만, 그와 마이어 둘 다 이후 복스 데이와의 모든 관계를 부인했다.

#### 조브레이커스
2018년 초, 마이어는 프리랜서 아티스트 존 말린과 협업한 크라우드펀딩 만화책 '조브레이커스: 로스트 소울즈'가 남극 프레스에서 출판될 것이라고 발표했다. 일부 서점 주인들이 책을 비치하지 않기로 결정했다는 사실을 알게 되자, 그는 자신의 추종자들에게 그들의 이름, 위치, 직원 정보를 공개적으로 게시하고 유포하도록 부추겼다. 그는 캐나다 앨버타주 에드먼턴의 서점 '베리언트 에디션'의 여성 공동 소유주가 출판물을 비치하지 않겠다고 트윗한 후 "자신의 고객들을 괴롭히고 위협한다"고 비난했다. 이 서점은 이후 파손되고 강도를 당했다. 아일랜드 더블린의 서점 '빅 뱅 코믹스'는 이 책을 비치하지 않았음에도 소셜 미디어에서 폭력적인 위협을 받았다.
5월 13일, 남극 프레스는 마이어의 행동을 이유로 그와의 관계를 종료한다고 발표했다. 마이어는 마크 웨이드가 남극 프레스에게 책을 출판하지 않도록 압력을 가했다고 비난했다. 남극 프레스와 웨이드 모두 어떤 위협이나 괴롭힘도 없었다는 성명을 발표했다. 2018년 10월, 마이어는 웨이드를 "불법적인 계약 방해 및 명예 훼손"으로 고소했다. 소송 기각 신청에서 웨이드의 변호사 마크 자이드는 마이어 자신의 업계 전문가들에 대한 공개 공격이 책임이 있다고 주장하며, 트위터에서 작가 타네히시 코츠를 "인종 사기꾼"이라고 부르고, 여러 여성 전문가들이 성별만을 기준으로 고용되었다고 비난하며, 트랜스 및 논바이너리 DC 작가들을 "현대 시대의 카니발"이라고 언급한 것을 지적했다. 2020년 12월, 마이어와 웨이드는 마이어가 자발적으로 소송을 취하하기로 결정했다는 공동 성명을 발표했다.

## 반응
많은 만화 전문가들이 코믹스게이트에 대중적 관심을 주지 않기 위해 무시하기로 선택했지만, 독자, 만화 창작자, 업계 언론인들로부터 광범위한 비판을 받았다.
2018년 중반, 작가이자 예술가인 다윈 쿡의 미망인 마샤 쿡은 코믹스게이트 참가자들이 그녀의 남편이 이 캠페인을 지지했을 것이라는 주장을 부인했다. 그녀가 이 때문에 트위터에서 온라인 공격의 대상이 된 후, 빌 신케비치, 밴 젠슨, 토니 베다드, 제프 러미어, 마그달렌 비사지오 등 업계 베테랑들이 이 운동에 대한 비판을 썼다. 대학과 DC 코믹스의 인재 개발 프로그램에서 글쓰기를 가르치는 작가 스콧 스나이더는 소셜 미디어 게시물에서 이 운동이 자신의 학생들에게 "성차별, 인종차별, 동성애 혐오, 트랜스젠더 혐오 때문에 특히 불쾌한 잔인하고 개인적인 공격"을 가했다고 말했다. 코믹스게이트 참가자들이 작가 도니 케이츠가 그들을 지지한다고 주장하자, 그는 공개적으로 그 운동을 비난하며 "아무도 내 예술을 내 친구들을 공격하는 무언가를 홍보하는 데 사용하지 않을 것이다"라고 말했다.
작가 톰 테일러 (작가)는 소셜 미디어에 코믹스게이트의 신조를 거부하는 짧은 메시지를 게시하며 "만화는 모두를 위한 것이라고 믿는다. 괴롭힘에는 변명의 여지가 없다. 만화 비평에서 동성애 혐오, 트랜스젠더 혐오, 인종차별, 여성 혐오는 설 자리가 없다"고 밝혔다. 이 소셜 미디어 게시물은 켈리 톰슨, 팀 실리, 마거릿 스톨, 제이슨 러투어, 그레그 박, 파비안 니시에사, 벤저민 퍼시, 제프 러미어 등 여러 창작자들에 의해 리트윗되었다. 페이스트 매거진은 서명 없는 사설에서 테일러의 성명 표현에 이의를 제기하며, 코믹스게이트의 활동이 비판적인 논평과 동일시되어서는 안 된다고 주장했다.
코믹 북 리소시스 포럼의 전 관리자 그레그 해처는 이 운동을 배우 켈리 마리 트랜과 밀리 보비 브라운을 소셜 미디어에서 몰아낸 괴롭힘과 비교했으며, 잭 커비와 스탠 리 같은 이전 시대의 만화 창작자들도 만화책에 정치적 주제를 포함한 것에 대해 팬들의 반발에 직면했다고 언급했다.
밴스카이버는 민주당원의 자살에 대해 농담한 것, "퀴어 세계주의적 혼란"에 대한 레딧 댓글, 그리고 자신의 유튜브 채널 에피소드에서 대안 우파 지도자 복스 데이를 초대한 것 때문에 다른 만화 전문가들로부터 비난을 받았다. 밴스카이버는 14세 소녀와 관계를 가졌던 것으로 알려진 만화가 데이브 심과의 협업을 발표한 것 때문에도 비판을 받았다. 밴스카이버는 엘비스와 프리실라 프레슬리의 관계에 비유하며 심을 옹호했지만, 나중에 협업을 취소했다.

## 같이 보기
- 미국 만화의 여성 묘사
- 게이머게이트 논란
- 코드 배우기